# Biała Piska
Pour les articles homonymes, voir Biała et Bialla.
Biała Piska (prononcé en polonais : /ˈbʲawa ˈpʲiska/), nommée Gehlenburg avant 1946 et Bialla avant 1938, est une ville polonaise de la voïvodie de Varmie-Mazurie.

## Histoire

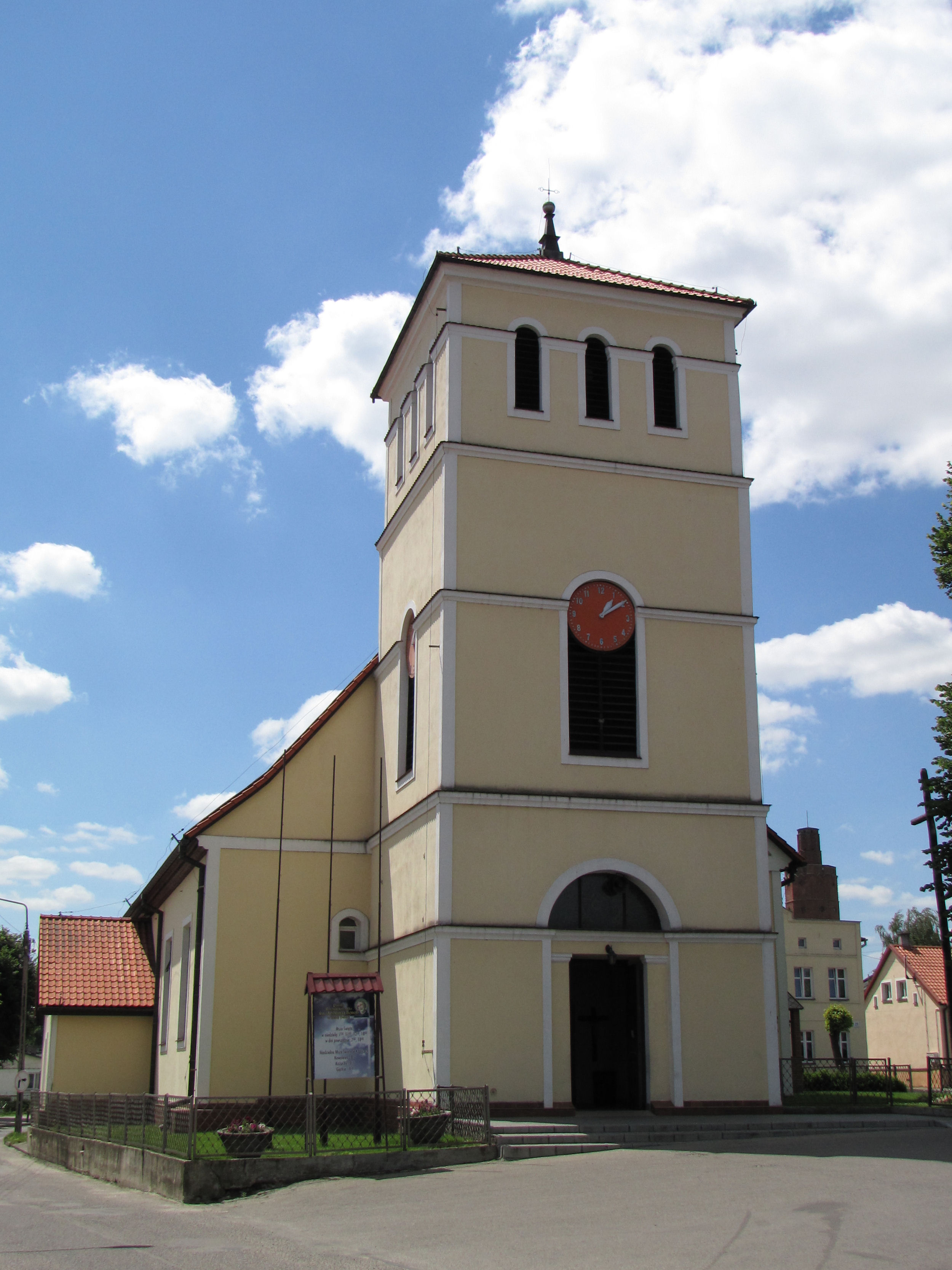
Vue de l'église Saint-André-Bobola, anciennement église Sainte-Marie-Saint-Joseph

L'endroit a été mentionné pour la première fois par écrit sous le nom de Gailen (de gailis, blanc en vieux-prussien en 1334. Le nom de biała (blanc) en polonais est une traduction du vieux-prussien. Un petit village est construit en 1428 qu'on dénomme Auf der Gaylen, près d'un château prussien et une église y est bâtie en 1480. Il y avait trente-huit fermes et deux moulins au milieu du XVIe siècle. Le village situé dans le duché de Prusse profite du commerce avec la Pologne voisine, dont le duché était vassal. Le bourg a le droit en 1645 de tenir quatre marchés par an. Mais l'endroit est brûlé par les Tatars en 1656. La population est à nouveau décimée en 1709 cette fois-ci par la peste qui touche toute la Prusse. Cependant le bourg se relève économiquement, à tel point que le roi Frédéric-Guillaume Ier de Prusse lui accorde les privilèges de ville en 1722 et qu'on y fait venir de nouveaux colons et nombre d'artisans. On y construit une nouvelle place du marché et un nouvel hôtel de ville après la Guerre de Sept Ans. Bialla est ville de garnison de l'armée royale prussienne de 1764 à 1800.
Des troupes de l'Armée impériale russe y établissent leur quartier-général pendant neuf jours en 1807, à l'époque des guerres napoléoniennes. Puis c'est au tour des troupes françaises de s'y établir en juin 1807, ainsi que des troupes polonaises, après la bataille de Friedland. Les soldats souffrent de diverses maladies, aussi l'épidémie se répand en ville, tuant nombre d'habitants.
Les réformes de 1818 placent Bialla dans le district de Gumbinnen et l'arrondissement de Johannisburg. La petite ville est reliée au chemin de fer en 1885, par la ligne Johannisburg-Lyck. Il y avait alors 1 700 habitants en ville. La ville fait ensuite partie du nouveau district d'Allenstein créé en 1905 au sud de la province.
Bialla vote le 11 juillet 1920 à 100 % pour rester en Allemagne et en province de Prusse-Orientale, contre les expectations des Alliés, qui agrandissent toutefois la nouvelle Pologne, au détriment de l'Allemagne, dans d'autres zones. Bialla est renommée Gehlenburg en 1938 (venant de gailen, qui signifie blanc, de burg, qui signifie château fort).
Sa population atteint 2 823 habitants en 1939.
Son destin allemand cesse en janvier 1945, lorsqu'elle est envahie par l'Armée rouge, puis rattachée à la Pologne et que de nouvelles populations remplacent les anciens habitants. La ville est rebaptisée Biała Piska par la nouvelle administration de la république populaire de Pologne.